# 마츠이 사키코
마츠이 사키코(일본어: 松井 咲子, 1990년 12월 10일 ~ )는 일본의 탤런트, 피아니스트이다.
사이타마현 와라비시 출신. 섬데이 소속.
도쿄 음악대학 부속 고등학교 졸업, 도쿄 음악대학 기악 전공 피아노과 재학 중.

## 내력
2008년
- 《AKB48 제3회 연구생 (6기생) 오디션》의 선발에서 빠져, 후보생으로서 가합격. 그 후, 《AKB48 제4회 연구생 (7기생) 오디션》에 합격. 팀 연구생 최연장이었다.

2009년
- 8월 23일에 개최된 《요미우리 신문 창간 135주년 기념 콘서트 AKB104 선발 멤버 내각 조성 축제》의 밤공연에서, 10월부터 팀K 멤버로 승격하는 것이 발표되어 2010년 3월 12일에 팀K로 승격했다.

2010년
- 7월 11일, 요요기 제1체육관에서 개최된 《AKB48 콘서트 〈서프라이즈는 없습니다〉》 제3공연에서, 피아노 연주를 피로했다(쇼팽 〈혁명 에튀드〉).
- 7월 13일, 현역 음대생으로서 TV 아사히 계열 《《풋》스마》 〈더 기리기리 마스터!·음대생이 아닌 여성을 등장시키면 아웃!〉에 출연. 답을 맞추고, AKB48의 멤버라고 소개되었다.
- 9월 21일에 개최된 《AKB48 19th 싱글 선발 가위바위보 대회》에서는 14위로, 싱글 선발이 되었다. 이것이 첫 선발이 된다.

2011년
- 5월 9일, 아메바 블로그에서 공식 블로그 〈사킷ciao〉를 시작했다.
- 5월부터 6월에 걸쳐 실시된 《AKB48 22nd 싱글 선발 총선거 〈금년도 진심입니다〉》에서는 38위로, 언더 걸즈가 되었다.

2012년
- 1월 7일에 방송된 《연예계 특기왕 결정전 TEPPEN》의 피아노 부문에서, Every Little Thing의 〈Time goes by〉를 연주. 86점의 평가를 받아 〈피아노 3대째 TEPPEN〉의 자리에 달았다.
- 3월 1일, Google+의 아키모토 야스시의 투고에 있어 구글플러스 선발이 발표되어, 구글플러스 선발이 되었다.
- 5월부터 6월에 걸쳐 실시된 《AKB48 27th 싱글 선발 총선거》에서는 53위로, 퓨쳐 걸즈가 되었다.
- 8월 24일에 개최된 《AKB48 in TOKYO DOME ~1830m의 꿈~》 첫날 공연에서, 팀A로 이동하는 것이 발표되었다.
- 10월 3일, 그룹 첫 피아노 인스트루멘톨 앨범 《호흡하는 피아노》로 솔로 데뷔.
- 11월 1일, 팀A로 이동.
- 11월 2일, 팀A 웨이팅 공연의 선발 멤버로서 신팀에서의 활동을 개시한다.

2013년
- 5월부터 6월에 걸쳐 실시된 《AKB48 32nd 싱글 선발 총선거》에서는 60위로, 퓨쳐 걸즈에 선출되었다[3].

2014년
- 1월 4일에 방송된 《연예계 특기왕 결정전 TEPPEN》의 피아노 부문에서, 마키하라 노리유키의 〈이제 사랑 같은 건 안 해〉를 연주. 91점의 평가를 받아 2년 만에 왕자의 자리에 복귀했다[4].
- 4월 5일, 고향 사이타마의 라디오국 NACK5에서 레귤러 프로그램 《docomo presents 보고 싶어! 가고 싶어! 말하고 싶어!!》 방송 개시[5].
- 10월 24일, 〈AKB48 곡 만들기 프로젝트〉 웹사이트에서 팀 서프라이즈 선발이 발표되어, 멤버에 선택된다[6].

2015년
- 3월 26일에 개최된 《AKB48 봄 단독 콘서트》 공연에서, 팀K로 이동하는 것이 발표되었다.
- 5월 29일, 팀A 〈연애 금지 조례〉 공연에서 AKB48 졸업을 발표했다[7].
- 6월 26일, AKB48 극장에서 졸업 공연이 열려, AKB48를 졸업했다[8]
- 8월 9일, 마쿠하리 멧세에서 개최된 〈우리는 싸우지 않아〉 극장반 발매 기념 대악수회를 갖고, AKB48로서의 활동을 종료했다[9]
- 9월 1일, 출신지 와라비 시의 PR 대사에 임명[10].

2016년
- 3월 31일, 지방 라디오국 넷에서 관 레귤러 프로그램 《마츠이 사키코 호흡하는 클래식》 방송 개시[11].

## 인물
- 초등학생 때부터 피아노 관련의 콩쿨이나 대회에 다수 출장하고 있어, 입상력도 많다.
- THE ALFEE의 타카미자와 토시히코는 출신 중학교의 선배이다.
- 절대음감을 갖고 있다.
- Perfume이나 아이돌링!!!, Every Little Thing의 팬으로, 짬만 있으면 DVD를 시청 하고 있다. 아이돌링!!!의 키쿠치 아미와는 사적으로도 교류가 있고, 또 폰치에 대해서는 대 팬이다.
- 헤이세이 가면 라이더 시리즈의 팬으로, 특히 《가면라이더 덴오》를 좋아한다.
- 대식으로, 1일 5식+간식인 날도 있다.
- 피아노에 등을 돌린 상태로 연주할 수 있다.
- 벡키를 존경하고 있다.
- 고양이를 3마리 기르고 있다.
- 라디오를 좋아한다고 공언하고 있어, 출연도 많다.
- 체질적으로, 이른바 쇼트 슬리퍼이며, 매우 짧은 수면 시간이라도 생활에 지장이 없다.

AKB48 관련
- 사이가 좋은 스즈키 마리야와 〈채닝가르〉를 결성하고 있다.
- 같은 팀K였던 노나카 미사토와는, 파트너라고 부르는 만큼 사이가 좋다.
- AKB48에 들어간 계기는, 원래 AKB48를 좋아하고 보고 있는 측에서 좋다고 생각했지만, 부모가 마음대로 오디션에 응모했기 때문이다.
- 콘서트나 이벤트 등에서 피아노 연주를 피로하는 일이 있다.
- 마츠이 레나와 마츠이 쥬리나와 같은 마츠이이다.

## AKB48에서의 참가곡

### 싱글 CD 선발곡
- 〈RIVER〉에 수록
  - ひこうき雲 / 비행기 구름 - 시어터 걸즈 명의
- 〈ポニーテールとシュシュ 포니테일과 슈슈〉에 수록
  - 僕のYELL / 나의 YELL - 시어터 걸즈 명의
- 〈Beginner〉에 수록
  - 僕だけのvalue / 나만의 value - 언더 걸즈 명의
  - 君について / 너에 대해서 - MINT 명의
- チャンスの順番 / 찬스의 차례
  - ALIVE - 팀K 명의
- 〈桜の木になろう 벚나무가 되자〉에 수록
  - キスまで100マイル / 키스까지 100마일 - MINT 명의
- 〈Everyday、カチューシャ Everyday, 카츄샤〉에 수록
  - 人の力 / 사람의 힘 - 언더 걸즈 명의
- 〈フライングゲット 플라잉 겟〉에 수록
  - 抱きしめちゃいけない / 껴안아서는 안 돼 - 언더 걸즈 명의
- 〈風は吹いている 바람은 불고 있다〉에 수록
  - ゴンドラリフト / 곤돌라 리프트 - 언더 걸즈 백합조 명의
- 〈上からマリコ 위에서부터 마리코〉에 수록
  - ゼロサム太陽 / 제로섬 태양 - 팀K 명의
- 〈GIVE ME FIVE!〉에 수록
  - 羊飼いの旅 / 목동의 여행 - 스페셜 걸즈B 명의
- 〈真夏のSounds good ! 한여름의 Sounds good !〉에 수록
  - ぐぐたすの空 / 구플의 하늘
- 〈ギンガムチェック 깅엄 체크〉에 수록
  - Show fight! - 퓨처 걸즈 명의
- 〈UZA〉에 수록
  - 孤独な星空 / 고독한 별하늘 - 팀A 명의
- 〈永遠プレッシャー 영원 프레셔〉에 수록
  - 私たちのReason / 우리의 Reason
- 〈So long !〉에 수록
  - Ruby - 시노다 팀A 명의
- 〈さよならクロール 안녕 크롤〉에 수록
  - イキルコト / 살아가는 것 - 팀A 명의
- 〈恋するフォーチュンクッキー 사랑하는 포춘 쿠키〉에 수록
  - 推定マーマレード / 추정 마멀레이드 - 퓨쳐 걸즈 명의
- 〈ハート・エレキ 하트 일렉트릭 기타〉에 수록
  - キスまでカウントダウン / 키스까지 카운트다운 - 팀A 명의
- 〈前しか向かねえ 앞 밖에 보지 않아〉에 수록
  - 恋とか… / 사랑이라던가…
- 〈ラブラドール･レトリバー 래브라도 리트리버〉에 수록
  - 君は気まぐれ / 넌 변덕쟁이 - 팀A 명의
- 〈希望的リフレイン 희망적 리프레인〉에 수록
  - 従順なSlave / 고분고분한 Slave - 팀A 명의
  - Reborn - 팀 서프라이즈 명의

### 앨범 CD 선발곡
- 《神曲たち 최고의 곡들》에 수록
  - 君と虹と太陽と / 너와 무지개와 태양과
- 《ここにいたこと 여기에 있던 것》에 수록
  - 僕にできること / 내가 할 수 있는 것 - 팀K 명의
  - ここにいたこと / 여기에 있던 것 - AKB48+SKE48+SDN48+NMB48 명의
- 《1830m》에 수록
  - 家出の夜 / 가출의 밤 - 팀K 명의
  - 青空よ 寂しくないか? / 푸른 하늘이여 외롭지 않은가? - AKB48+SKE48+NMB48+HKT48 명의
- 《次の足跡 다음 발자국》에 수록
  - 確信がもてるもの / 확신하는 것 - 팀A 명의
- 《ここがロドスだ、ここで跳べ! 여기가 로도스다, 여기서 뛰어라!》에 수록
  - Oh! Baby! - 팀A 명의

### 극장 공연 유닛곡
팀A 5th Stage 〈연애 금지 조례〉 공연 (극장 첫 출연)
- ハート型ウイルス / 하트형 바이러스 ※
※카와사키 노조미 졸업 후에, 카와사키 포지션으로 고정 출연 (2009년 3월 1일 ~ )
- スコールの間に / 스콜의 사이에 (백 댄서)

팀K 4th Stage 〈최종 벨이 울린다〉 공연
- ごめんねジュエル / 미안해 주얼 (백 댄서)

팀B 4th Stage 〈아이돌의 새벽〉 공연
- 片思いの対角線 / 짝사랑의 대각선 (백 댄서)

팀K 5th Stage 〈거꾸로 오르기〉 공연
- 愛の色 / 사랑의 색 ※
※오오호리 메구미의 언더
- わがままな流れ星 / 제멋대로인 유성 (백 댄서)

연구생 〈아이돌의 새벽〉 공연
- 愛しきナターシャ / 사랑하는 나타샤

THEATER G-ROSSO 〈꿈을 죽게 할 수는 없어〉 공연
- 記憶のジレンマ / 기억의 딜레마
※마스다 유카·코하라 하루카의 스탠바이

팀K 6th Stage 〈RESET〉 공연
- 明日のためにキスを / 내일을 위해서 키스를

시노다 팀A 웨이팅 공연
- 雨のピアニスト / 비의 피아니스트 (팀S 2nd Stage 〈손을 잡으며〉 공연)

요코야마 팀A 웨이팅 공연
- 記憶のジレンマ / 기억의 딜레마 (해바라기조 2nd Stage 〈꿈을 죽게할 수는 없어〉 공연, 오오시마 마이의 포지션)
- ツンデレ! / 츤데레! ※
※키쿠치 아야카의 언더

팀A 7th Stage 〈연애 금지 조례〉 공연
- 真夏のクリスマスローズ / 한여름의 크리스마스 로즈
- ハート型ウィルス / 하트형 바이러스 ※
※미야와키 사쿠라의 언더

## 출연

### 텔레비전 드라마
- 마지스카 학원 제11 ~ 최종화 (2010년 3월 19일 ~ 26일, TV 도쿄) - 사키코 역
- 벚꽃으로부터의 편지 ~AKB48 각각의 졸업 이야기~ 제1 ~ 17화 (제1 ~ 9밤) (2011년 2월 26일 ~ 3월 6일, 닛폰 TV)
- 마지스카 학원 2 최종화 (2011년 7월 1일, TV 도쿄) - 사키코 역
- So long ! 제1화 (2013년 2월 11일, 닛폰 TV)
- 가정교사 코우의 사건부 II (2015년 10월 8일, NHK) - 마리 역

### 영화
- 걸 바사라 -전국시대는 권외입니다- (2011년 11월 26일, 카도카와 영화) - 후지타역
- 빙고 (2012년 9월 22일, Jolly Roger) - 마유미 역

### 텔레비전 애니메이션
- be퐁킥키즈 《론고먹스》 (2012년 10월 15일 ~ , BS후지)

### 버라이어티 프로그램
- AKBINGO! (2009년 8월 26일 ~ 부정기 출연, 닛폰 TV)
- 퀴즈 프리젠테이션 버라이어티 Q사마!! (2009년 10월 12일 ~ 부정기 출연, TV 아사히)
- AKB48의 너, 누구? (부정기 출연, NOTTV)
- 미묘~한 문 AKB48의 가치챠레 (2012년 11월 16일, 히카리 TV)
- GirlsNews~엔타메! (2013년 4월 1일 ~ , Pigoo HD) - 프로그램 MC
- 아리요시 AKB 공화국 (2014년 1월 13일, TBS TV)
- AKB48의 우설 GIRLS (2014년 4월 20일 ~ 5월 4일, 센다이 방송)

과거의 출연 프로그램
- AKB1/48 (2010년 3월 19일, 엔타!371)
- AKB48 네모우스 TV 스페셜 ~팀 대항! 봄 볼링 대회~ (2010년 4월 30일, 패밀리 극장)
- 주간AKB (2009년 10월 9일 ~ 2012년 11월 30일 부정기 출연, TV 도쿄)
- 나루호도! 하이스쿨 (2010년 10월 9일·2011년 4월 21일 ~ 2012년 3월 8일, 닛폰 TV)
- AKB48 콩트 〈미묘~〉 (2011년 10월 13일·27일·11월 10일·2012년 2월 2일, 히카리 TV)
- 연예계 특기왕 결정전 TEPPEN (2012년 1월 7일, 후지 TV)
- 나마우마 (2012년 12월 1일, 후지 TV)

### 음악 프로그램
- 히비키 심포닉 라이브 (2012년 8월 15일 ~ , 닛폰 TV·BS닛테레) - 사회
- 제79회 NHK 전국 학교 음악 콩쿠르 (2012년 10월 6일 ~ 8일, NHK E테레) - 사회

### 라디오
- AKB48 내일까지 좀 더. (2010년 6월 21일·7월 5일·12월 6일, 분카 방송)
  - 동영상 코너 《AKB48 내일까지 또 하나》 (2010년 6월 24일)
- AKB48의 전력으로 듣지 않으면 안 되잖아!! (2010년 7월 7일 ~ 2011년 5월 11일, 스타데지오)
- AKB48의 올나이트 닛폰 (2010년 8월 27일 (전화만)·10월 1일 ~ 부정기 출연, 닛폰 방송)
- 리슨? ~Live 4 Life~ (2011년 5월 ~ 부정기 출연·화요 퍼스낼러티, 분카 방송)
- 플라워즈 홀리데이 블로섬·읽고 들려주는 겨울-마음으로 듣는 라디오 그림책- (2012년 1월 9일, JFN) - 그림책의 낭독도 했다.
- 수요일 JUNK 야마사토 료타의 성과가 없는 논의 (2012년 1월 11일 ~ 부정기 출연, TBS 라디오)
- docomo presents 보고 싶어! 가고 싶어! 말하고 싶어!! (2014년 4월 5일 ~ , NACK5) - 첫 라디오 단독 퍼스낼리티 프로그램
- 마츠이 사키코 호흡하는 클래시 (2016년 3월 31일 ~ , HBC 라디오)

### Web
- AKB48 마츠이 사키코 살인사건 (2011년 8월 1일 전달, 도시바 REGZA×Get Navi) - 주연

### PV
- PENGIN 〈백합꽃 피는 언덕에서〉 (2010년 12월 1일)

### 무대
- 더 데드 엔드 (2011년 10월 26일 ~ 28일, 긴자 하쿠힌칸 극장)

### 이벤트
- ♪마츠이 사키코의 피아노 치는ciao, 이야기ciao♪ (2012년 2월 23일, AKB48 CAFE&SHOP AKIHABARA 시어터 에리나)
- 경시청 에바라 경찰서 일일서장 (2012년 4월 1일)
- ♪마츠이 사키코 Solo Debut Album 〈호흡하는 피아노〉 발매 기념 이벤트 (2012년 10월 3일, 키오이 홀)
- 와라비 상공회의소 창립 60주년 기념 이벤트 〈마츠이 사키코 토크&미니 콘서트〉 (2012년 10월 9일, 와라비 시 시민 회관 콩쿠레레 홀)
- 포니캔! 아이돌 구락부 감사제~라이벌의 라이벌은 아이돌~ (2013년 9월 1일, 야마노 홀) - 어시스턴트 MC
- 포니캔! 아이돌 구락부 감사제~아이돌 서바이벌~ (2014년 5월 10일, 디퍼 아리아케) - 어시스턴트 MC
- 〈Classic patio〉 피아노 연주&토크 이벤트 (2015년 3월 14일, 아카사카 Biz 타워)
- 〈La Folle Journée au JAPON 〈열광의 날〉 음악제 2015〉 에어리어 콘서트 (2015년 4월 29일, 마루비루 마루큐브)
- 〈Bashi's BAR vol.24〉 (2015년 8월 14일, CLOVER)
- 사이타마 현 경찰 와라비 경찰서 일일서장 (2015년 11월 29일)
- 〈Bashi's BAR vol.28~마츠이 사키코 생탄제~〉 (2015년 12월 10일, 나카노·CLOVER)
- 경시청 완간 경찰서 일일서장 (2016년 4월 10일)

## 음반
|          | 발매일          | 타이틀                         | 최고 주간 순위 | 판매 형태 | 상품 코드             | 비고     |          |
| 포니캐년 | 포니캐년        | 포니캐년                       | 포니캐년       | 포니캐년  | 포니캐년              | 포니캐년 | 포니캐년 |
| -------- | --------------- | ------------------------------ | -------------- | --------- | --------------------- | -------- | -------- |
| 1        | 2012년 10월 3일 | 呼吸するピアノ 호흡하는 피아노 | 10위           | CD+DVD CD | PCCA-03680 PCCA-03681 |          |          |

## 서적

### 잡지·신문 연재
- 월간 Piano (2011년 10월호 ~ , 야마하 뮤직 미디어)
- 머니 포스트 (2013년 여름호 ~ 2014년 봄호/2015년 봄호 ~ , 쇼가쿠칸)

### 캘린더
- 마츠이 사키코 2012년 캘린더 (2011년 11월 19일, 하고로모)
- 탁상 마츠이 사키코 2013년 캘린더 (2012년 12월 7일, 하고로모)
- 탁상 마츠이 사키코 2014년 캘린더 (2013년 12월 6일, 하고로모)
- 탁상 마츠이 사키코 2015년 캘린더 (2014년 12월 13일, 하고로모)